# Josephsonův jev

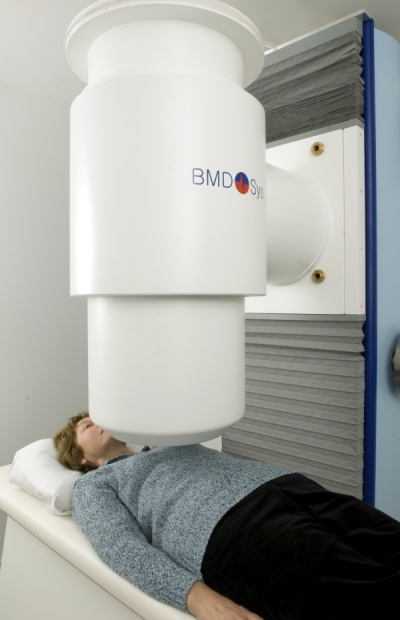
Pacientka podstupuje vyšetření srdce snímkováním magnetického pole s využitím technologie SQUID. Většinu objemu zařízení tvoří kryogenika.

Josephsonův jev (džouzefsnův, /ˈdʒoʊzəfsən, -səf-/
) je vznik elektrického proudu mezi dvěma supravodiči oddělenými tenkou vrstvou izolantu. Existenci jevu předpověděl v roce 1962 Brian David Josephson. Jedná se o speciální případ tunelového jevu, kdy částice procházejí zdánlivě neprostupnou bariérou. Zařízení využívající Josephsonův jev může mít formu mikroskopické elektronické součástky a nazývá se Josephsonův přechod (též kontakt či spoj).
Jev má řadu aplikací v metrologii, medicíně, v obvodech pro kvantové počítání, v částicové fyzice i astronomii. Je základem zařízení SQUID, které extrémně přesně měří magnetická pole.

## Podmínky vzniku jevu

Josephsonův přechod; A a B jsou supravodiče, C izolant

Schematická značka Josephsonova přechodu je křížek

Z kvantové mechaniky vyplývá tzv. tunelový jev, při němž částice procházejí bariérou, která je podle klasické fyziky neprostupná. (Na tom je založena například tunelová dioda.) V případě Josephsonova jevu procházejí izolační vrstvou tzv. Cooperovy páry elektronů se vzájemně opačným spinem. Takové párování elektronů, které je charakteristické pro supravodiče, funguje jen při nízkých teplotách a na krátkou vzdálenost zvanou koherenční délka.
Pro funkci Josephsonova přechodu je důležitá správná tloušťka izolační vrstvy. Musí být menší než koherenční délka, která je u kovů řádově stovky až tisíce nanometrů, jinak se Cooperovy páry rozpadají. Nesmí ale být příliš tenká, jinak je Josephsonův jev velmi slabý. V praxi se používá jako supravodič například niob pokrytý vrstvou oxidu hlinitého, jejíž tloušťka je s koherenční délkou srovnatelná, tedy několik desetin mikrometru.
Praktické použití Josephsonových přechodů je omezeno tím, že žádný známý materiál není supravodivý za pokojové teploty. Většinou je nutné zařízení draze chladit kapalným heliem na teploty kolem 4 kelvinů (–269 °C) a menší. Pro některé aplikace stačí výrazně levnější kapalný dusík (77 K, –196 °C). Teplotu je nutno udržovat stálou.

## Teorie
Cooperovy páry elektronů v supravodiči se chovají jako bosony a jsou ve stavu tzv. kvantového kondenzátu. Josephson zjistil, že vlnové funkce kondenzátů ve dvou supravodičích umístěných těsně u sebe nejsou navzájem nezávislé. Supravodiče jsou spolu slabě vázané a vlnové funkce jsou tzv. koherentní, čili udržují si stálý fázový rozdíl {\displaystyle \varphi }. Právě tento rozdíl určuje, jakým směrem a v jakém počtu budou páry přes bariéru tunelovat. Fázový rozdíl je určen teplotou supravodičů a indukcí vnějšího magnetického pole, čehož lze využít k jeho měření.
Časový vývoj napětí {\displaystyle U} na bariéře a Josephsonův proud {\displaystyle I}, který přes ni prochází, lze popsat rovnicemi:
{\displaystyle U={\frac {1}{2\pi K_{\mathrm {J} }}}{\frac {\partial \varphi }{\partial t}}}
{\displaystyle I=I_{\mathrm {c} }\sin \left(\varphi \right)\,,}
kde {\displaystyle K_{\mathrm {J} }} je Josephsonova konstanta (viz níže) a {\displaystyle I_{\mathrm {c} }} je tzv. kritický proud. Josephsonův proud tedy nabývá hodnot od {\displaystyle -I_{\mathrm {c} }} do {\displaystyle +I_{\mathrm {c} }}. Při proudu větším než {\displaystyle I_{\mathrm {c} }} přestává být spoj supravodivý, objeví se normální elektrický odpor a přechod pracuje v tzv. odporovém režimu. Podle nastavení vnějších podmínek rozlišujeme tři varianty Josephsonova jevu: stejnosměrný, střídavý a inverzní střídavý.

### Stejnosměrný
Při absenci vnějšího elektrického pole ({\displaystyle U=0}) je fázový rozdíl podle první rovnice stálý a bariérou prochází stejnosměrný proud tunelujících párů elektronů. Směr a velikost proudu jsou dány fázovým rozdílem vlnových funkcí elektronových kondenzátů, takže podstatou Josephsonova jevu je jejich interference.

### Střídavý
Udržujeme-li mezi supravodiči konstantní elektrické napětí {\displaystyle U}, mění se fázový rozdíl lineárně s časem a přes bariéru prochází střídavý proud s amplitudou {\displaystyle I_{\mathrm {c} }} a vysokou frekvencí {\displaystyle f=U.K_{\mathrm {J} }}. Tímto způsobem je možné převádět elektrické napětí na frekvenci. Při napětí 1 μV vzniká proud o frekvenci přibližně 484 MHz.

### Inverzní střídavý
Ozářením Josephsonova přechodu elektromagnetickými vlnami o frekvenci {\displaystyle f} dochází ke zvláštnímu chování proudu přechodem, který se v určitých mezích neřídí velikostí externího napětí. Ve voltampérové charakteristice přechodu se objeví skoky (Shapirovy schody) typické pro ryze kvantové jevy. Skoky jsou v místech, kde je hodnota napětí rovna celočíselnému násobku {\displaystyle \Delta U=f/K_{\mathrm {J} }}. Jev tedy může sloužit k převodu frekvence na elektrické napětí. Frekvence přitom musí být blízká rezonanční frekvenci přechodu, která bývá přibližně v desítkách gigahertz, tedy v oblasti mikrovln.

## Josephsonova konstanta
Josephsonova konstanta {\displaystyle K_{\mathrm {J} }} je definována svým vztahem k dalším dvěma základním fyzikálním konstantám: elementárnímu náboji {\displaystyle e} a Planckově konstantě {\displaystyle h}. Po redefinici SI je od roku 2019 její hodnota pevně stanovenou konstantou:
{\displaystyle K_{\mathrm {J} }={\frac {2e}{h}}=483\,597{,}8484\ldots \,\mathrm {GHz/V} } (přesně).
Převrácená hodnota Josephsonovy konstanty je kvantum magnetického toku {\displaystyle \Phi _{0}}.
{\displaystyle \Phi _{0}={\frac {h}{2e}}={\frac {1}{K_{\mathrm {J} }}}=2{,}067\,833\,848\ldots \times 10^{-15}\,\mathrm {Wb} } (přesně)
Magnetický tok supravodivou smyčkou může nabývat jen celočíselných násobků této hodnoty. Takové kvantování předpověděl Fritz London v roce 1948 a v roce 1961 bylo potvrzeno experimentálně. Podrobnosti najdete v hesle Aharonovův-Bohmův jev.

### Standardní hodnota
Pro potřeby realizace metrologických standardů (etalony elektrického napětí) přijala mezinárodní komise CIPM v roce 1990 konvenční hodnotu konstanty označovanou jako {\displaystyle K_{\mathrm {J} -90}}.
{\displaystyle K_{\mathrm {J} -90}=483\,597{,}9\,\mathrm {GHz/V} }
Zároveň byla stejným způsobem standardizována i von Klitzingova konstanta pro etalony elektrického odporu. Měřidla založená na této konvenci nebyla v přesném souladu s definicemi jednotek soustavy SI, ale byla praktičtější. Dohodu bylo lze chápat jako alternativní definici vybraných jednotek (volt, ohm, ampér, coulomb, watt, farad, henry). Odchylky od SI se projevovaly až na deváté platné číslici, což je přesnost více než vyhovující pro technické aplikace.
Standardizované konvenční hodnoty Josephsonovy a von Klitzingovy konstanty však ztratily opodstatnění po změně definic kilogramu a ampéru (mají nyní přesnou hodnotu nezávislou na experimentálním určení) a byly v rámci redefinice základních jednotek SI s platností od května 2019 zrušeny.

### Měření Planckovy konstanty
Planckova konstanta {\displaystyle h} je základní konstantou celé kvantové teorie. 
Před redefinicí jednotek SI v roce 2019 byla tabulková hodnota Planckovy konstanty {\displaystyle h} stanovena pomocí Josephsonova jevu s využitím vztahu
{\displaystyle h={\frac {8\alpha }{\mu _{0}cK_{\mathrm {J} }^{2}}}\,,}
kde {\displaystyle \alpha } je konstanta jemné struktury, {\displaystyle \mu _{0}} je permeabilita vakua, {\displaystyle c} je rychlost světla ve vakuu. Konstanty {\displaystyle \mu _{0}} a {\displaystyle c} měly do roku 2019 v soustavě SI stanovené přesné hodnoty ({\displaystyle c} má i v současnosti) a konstanta jemné struktury je změřena řádově přesněji než {\displaystyle K_{\mathrm {J} }}. Druhá mocnina ve vzorci znamená, že nepřesnost určení {\displaystyle h} je dvojnásobná než relativní odchylka měření {\displaystyle K_{\mathrm {J} }}, tedy 5 miliontin procenta. 
Od roku 2019 je hodnota Planckovy konstanty přesné číslo, zatímco hodnota {\displaystyle \mu _{0}} je závislá na experimentálním určení.

### Měření elementárního náboje
Velikost náboje elektronu {\displaystyle e} je další ze základních fyzikálních konstant, jejíž hodnota je od roku 2019 stanovená přesným číslem.
Do roku 2019 byla stanovena měřením Josephsonova jevu s využitím vztahu
{\displaystyle e={\frac {2}{R_{\mathrm {K} }K_{\mathrm {J} }}}\,,}
kde {\displaystyle R_{\mathrm {K} }=h/e^{2}} je von Klitzingova konstanta, která byla známa řádově přesněji než {\displaystyle K_{\mathrm {J} }}. V současnosti má i von Klitzingova konstanta přesnou hodnotu danou uvedeným vztahem.

## Historie a význam jevu
Brian Josephson byl v době objevu studentem Trinity College britské Univerzity v Cambridgi a bylo mu 22 let. Docházel do kursu prof. Philipa Andersona, který později zaznamenal své vzpomínky na vznik objevu a dobu bezprostředně následující. Několik experimentátorů již před Josephsonovým objevem pozorovalo chování některých supravodivých vzorků, které souviselo s tunelováním Cooperových párů přes bariéru. Patřil mezi ně i Ivar Giaever, který později sdílel s Josephsonem Nobelovu cenu. Problém byl, že fyzikové těmto efektům nerozuměli, přisuzovali je chybám zařízení. Josephsonova předpověď proto znamenala významný pokrok ve fyzice nízkých teplot a umožnila prudký rozvoj aplikací. Do roka od teoretického objevu byl jev potvrzen i experimentálně několika vědeckými skupinami. Josephson se o experimentální potvrzení pokoušel i sám, ale neúspěšně. Z teoretického hlediska bylo podstatné, že měřením Josephsonova jevu a dalších příbuzných efektů byl nade vší pochybnost prokázán tunelový jev pro částice hmoty (elektrony). Jak dokládají Andersonovy vzpomínky, bylo také okamžitě zřejmé, že jev bude mít řadu praktických uplatnění. V prvé řadě šlo o extrémně přesná měření magnetického pole, elektrického napětí atd., ale také o detekci a zpracování vysokofrekvenčních signálů a naopak jejich generování. Prof. Anderson už tehdy navrhoval použití Josephsonových přechodů v konstrukci velmi rychlých počítačů a tyto myšlenky jsou rozpracovávány dodnes.
Počátek 60. let byl dobou mimořádného vývoje aplikací kvantové mechaniky ve fyzice nízkých teplot.
- 1956 – Leon Cooper předpověděl párování elektronů.
- 1957 – BCS teorie poprvé vysvětluje supravodivost na mikroskopické úrovni. V témže roce Leo Esaki vyrobil první tunelovou diodu.
- 1960 – Ivar Giaever experimentálně potvrdil předpovědi BCS teorie a objevil tunelování elektronů mezi vodičem a supravodičem. Tunelování v pevných látkách se natrvalo stává součástí fyziky.
- 1961 – Potvrzeno kvantování magnetického toku supravodivou smyčkou (předpověď Londona z roku 1948).
- 1962 – Předpověď Josephsonova jevu.
- 1963 – Experimentální potvrzení Josephsonova jevu. V letech 1961–1963 přednáší Richard Feynman svůj slavný kurs fyziky na Caltechu a Josephsonův jev uvádí v poslední přednášce cyklu jako aktualitu. Sám se v padesátých letech supravodivostí intenzivně zabýval.
- 1964 – Vyroben první DC SQUID.
- 1965 – První RF SQUID.

V roce 1972 byla udělena Nobelova cena za fyziku za BCS teorii. O rok později ji za svůj objev získal také Josephson společně s Giaeverem a Esakim, kteří zkoumali tunelování a přímo inspirovali Josephsonův objev. Výzkum a technologický vývoj v této oblasti není zdaleka ukončen. Například v roce 2004 prokázal Ian Bairstow Spielman na Caltechu souvislost Josephsonova jevu s kvantovým Hallovým jevem na tenkých dvojvrstvách polovodičů. V roce 2002 navrhli Jie Han a Pieter Jonker konkrétní realizaci klasického počítače, kde jsou bity reprezentovány proudem v supravodivých smyčkách a výpočetní jednotky jsou založeny na Josephsonově jevu. Jedna z výhod tohoto návrhu je možnost realizace kvantových i klasických výpočtů na stejné platformě.

## Využití jevu

### SQUID

Smyčka ze dvou Josephsonových přechodů tvoří DC SQUID

Schematická značka DC SQUID

Zkratkou SQUID (superconducting quantum interference device) se označuje zařízení ve formě čipu pro extrémně přesné měření slabých magnetických polí na principu Josephsonova jevu. Hojně se využívají ve vědě a inženýrské praxi, ale také v lékařské diagnostice, protože elektrické proudy v živých organismech generují slabá magnetická pole. Magnetoencefalografie (MEG) tímto způsobem měří neurální aktivitu mozku, magnetokardiografie (MCG) aktivitu srdečního svalu (viz foto v úvodu). SQUIDy jsou schopné zaznamenat magnetická pole slabá až 5×10−18 T. Magnetické pole Země je 10 bilionkrát silnější. Citlivost těchto přístrojů je až na samé hranici, kterou příroda připouští vzhledem k Heisenbergovým relacím neurčitosti.
Základem DC SQUID je smyčka se dvěma Josephsonovými přechody, jak naznačuje obrázek. Celkový stejnosměrný proud {\displaystyle I} je dán součtem proudů v obou větvích {\displaystyle I_{\mathrm {a} }+I_{\mathrm {b} }} a při tomto sčítání dochází k interferenci. Označíme-li fázi na jednom přechodu {\displaystyle \varphi _{\mathrm {a} }} a na druhém {\displaystyle \varphi _{\mathrm {b} }}, pak výsledný proud závisí na rozdílu {\displaystyle \varphi _{\mathrm {a} }-\varphi _{\mathrm {b} }}. Velikost proudu rychle osciluje, když fázový rozdíl roste. Jedná se o analogii dvojštěrbinového experimentu, který demonstruje interferenci světla. Podrobnějším rozborem lze ukázat, že fázový rozdíl je přímo úměrný magnetickému toku {\displaystyle \Phi }, který prochází smyčkou. To znamená, že proud se velmi prudce mění v závislosti na vnějším magnetickém poli, což umožňuje vysokou přesnost měření. Maximum proudu nastává tehdy, když je tok smyčkou celočíselným násobkem kvanta {\displaystyle \Phi _{0}=1/K_{\mathrm {J} }} zmíněného výše.

### Metrologie

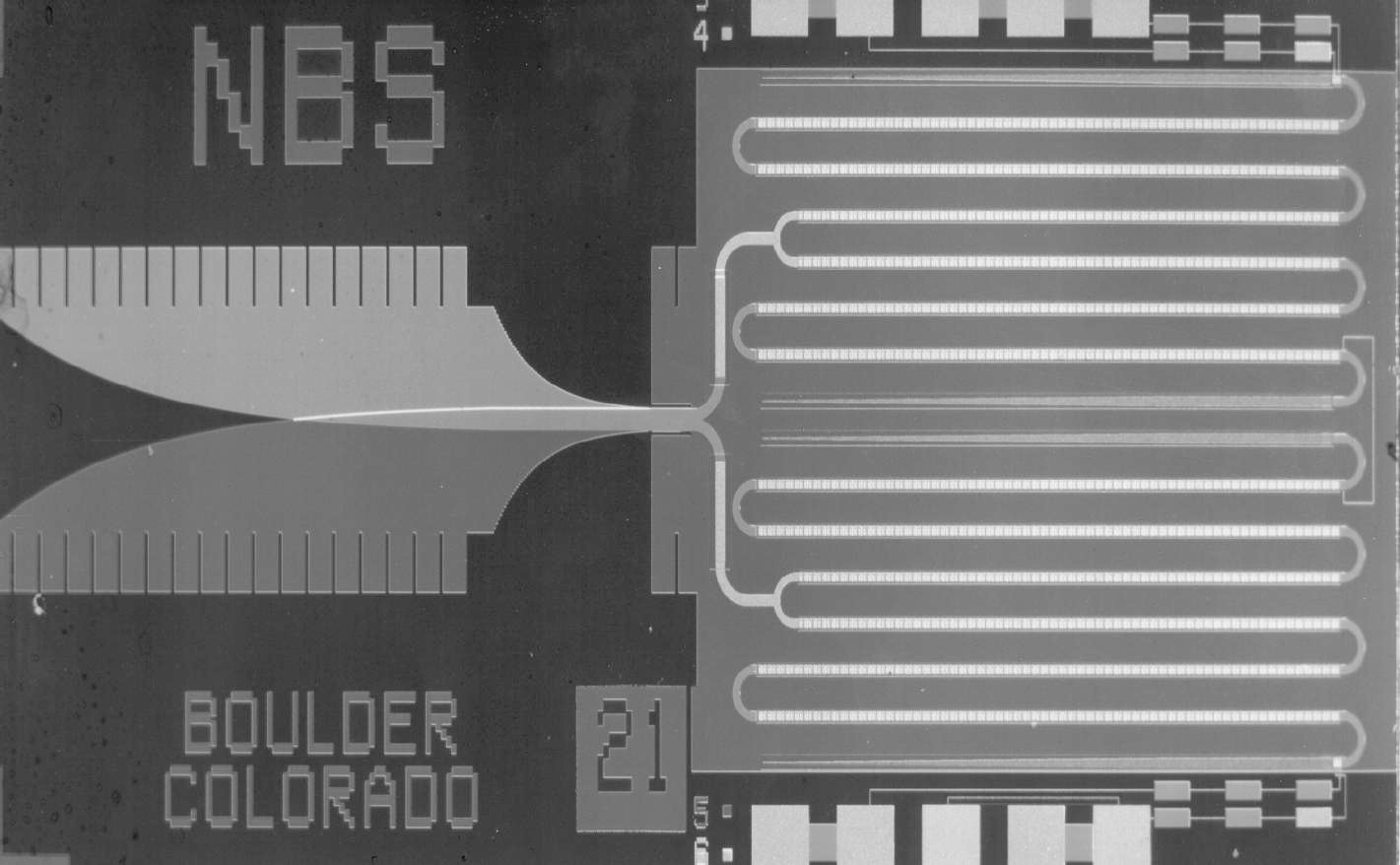
Etalon elektrického napětí 1 volt vyvinutý v NIST. Zleva přicházející mikrovlny vytváří napětí na sérii 3020 Josephsonových přechodů v pravé části mikročipu.

- Převod mikrovlnného záření na elektrické napětí pomocí Josephsonova jevu je základem měřicích etalonů elektrického napětí. Fotografie ukazuje etalon používaný americkým NIST, ovšem na stejném principu pracuje i státní etalon Českého metrologického institutu umístěný v Brně.[20][3]
- Jev se užívá ke stanovení hodnot základních fyzikálních konstant: elementárního náboje a Planckovy konstanty, jak je popsáno výše v sekci Josephsonova konstanta.
- Wattové váhy využívají Josephsonova jevu při přesném měření hmotnosti. Mezinárodní úřad pro míry a váhy plánuje, že tento způsob vážení bude součástí nové definice kilogramu.

### Další aplikace
- Evropská kosmická agentura vyvinula supravodivou kameru (SCAM), která místo CCD používá detektor založený na Josephsonově jevu. Výhodou detektoru je, že měří zároveň intenzitu záření i vlnovou délku a zaznamená téměř všechny dopadající fotony. Podmínkou je ovšem chlazení na teplotu 0,3 kelvinu. Experimentálně jej používá dalekohled Williama Herschela na Kanárských ostrovech.
- Technologie RSFQ (rapid single flux quantum) používá Josephsonovy přechody pro elektronické zpracování signálu. Jde o alternativu k rozšířené tranzistorové technologii CMOS. Digitální informace má podobu výše zmíněných kvant magnetického toku. Výhodou je vysoká pracovní frekvence (kolem 100 GHz) a tedy i rychlost výpočtu. Nevýhodou je nutnost drahého chlazení kapalným heliem.
- Kvanta magnetického toku v supravodivé smyčce mohou reprezentovat qubity pro kvantový počítač, na kterém je v principu možné řešit některé výpočetní problémy nerealizovatelné na klasickém počítači (např. faktorizace velkých čísel, viz Shorův algoritmus).[21]
- Josephsonovy přechody lze vytvořit i z vysokoteplotních supravodičů jako je keramika YBCO. Výhodou je mnohem levnější chlazení kapalným dusíkem a mohou sloužit například k detekci mikrovlnného záření.[22]
- V roce 2013 navrhl Christian Beck z Univerzity v Cambridgi, že Josephsonovy přechody by mohly zaznamenávat axiony, jedny z hypotetických částic, kterými může být tvořena temná hmota.[23][24]

## Tepelný Josephsonův jev
V roce 1965 fyzici Kazumi Maki a Allan Griffin z Kalifornské univerzity v San Diegu, USA teoreticky předpověděli, že podobně jako Josephsonův proud se bude chovat i tepelný tok mezi dvěma blízkými supravodiči s teplotním rozdílem.
Teplotní rozdíl v kovové mřížce za normálních podmínek způsobuje vedení tepla kovem, tedy přenos energie prostřednictvím elektronů rozptylujících se na atomech mřížky. V supravodivém stavu Cooperovy páry s mřížkou neinteragují a teplo nepřenášejí; na přenosu se u Josephsonova přechodu podílejí pouze tunelující jednotlivé elektrony a interakce kvantových elektronových kondenzátů obou supravodičů. Podobně jako Josephsonův proud je příspěvek této interakce stacionární periodickou funkcí fázového rozdílu jejich vlnových funkcí a za vhodných podmínek tak může způsobovat, že převáží a teplo bude vedeno z chladnějšího supravodiče na supravodič teplejší.
Tuto překvapivou předpověď se podařilo poprvé experimentálně potvrdit až v roce 2012 italským fyzikům Francescovi Giazottovi a Maríovi José Martínez-Pérezovi.

## Magnetická analogie Josephsonova jevu
V roce 2006 teoreticky předpověděli fyzici Hans Mooji a Yuli Nazarov z Delftské univerzity v Nizozemsku, že v analogii s Josephsonovým jevem bude mezi dvěma oblastmi volného prostoru oddělenými tenkou supravodivou vrstvou docházet ke kvantovému tunelování magnetického toku. Analogie spočívá v tom, že volný prostor neklade magnetickému toku žádný odpor, zatímco supravodivá vrstva ho v souladu s Meissnerovým jevem vypuzuje.
Jev by mohl mít velký aplikační potenciál v oblasti kvantové nanoelektroniky.
Průnik fázově koherentního magnetického toku tenkou supravodivou vrstvou v souladu s předpovědí se podařilo experimentálně ověřit v roce 2012 japonskému týmu fyziků vedenému Olegem Astafievem.